# Nieświccy

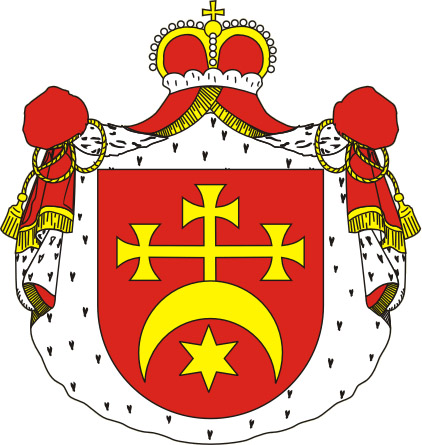
Herb Korybut

Nieświccy herbu własnego – ród kniaziowski (książęcy) najprawdopodobniej pochodzenia ruskiego, który wziął swoje nazwisko od Nieświcza vel Neswicza, miejscowości położonej w dawnym powiecie łuckim na Wołyniu, pieczętujący się herbem własnym (zwanym w późniejszych czasach: Korybut) i podzielony na kilka linii, które od posiadanych dóbr przyjęły nowe, następujące nazwiska: Wiśniowieccy, Zbarascy, Woronieccy, Poryccy.

## Historia
Kasper Niesiecki w swoim dziele Herbarz Polski wspomina niejakiego Grzegorza Nieświckiego, który w 1387 roku był posłem od księcia Korybuta Dymitra do króla Władysława Jagiełły, a jako pełniący takie poselstwo wyposażony był w pełnomocnictwa i stosowną pieczęć z herbem książęcym. Interpretacja dokumentów sygnowanych ową pieczęcią mogła spowodować przypisanie przez heraldyków posłowi książęcemu herbu jego pana. Stąd co do pochodzenia kniaziów Nieświckich przez wiele lat trwała i chyba wciąż jeszcze trwa zacięta dyskusja. Część znawców tematu widzi w nich potomków litewskiej dynastii Giedyminowiczów, z kolei inni naukowcy uważają, że ich pochodzenie należy wywieść z jednej z bocznych linii ruskiej dynastii Rurykowiczów.
Historykiem, który najbardziej bronił pierwszego poglądu, był Józef Puzyna. Jego argumentami uznał się przekonany Antoni Prochaska, co miało zapewne swój wpływ na stanowisko Oskara Haleckiego. Ostatnio pogląd o pochodzeniu kniaziów Wiśniowieckich od Giedyminowiczów wyraziła Ilona Czamańska w opracowaniu dotyczącym tych pierwszych. Z kolei przedstawicielami nauki, którzy go negowali, byli m.in. Kazimierz Stadnicki i Józef Wolff a obecnie – Jan Tęgowski, który poświęcił kilka publikacji tylko tej sprawie.
Zasadniczym problemem w opisanym wyżej sporze jest kwestia tożsamości (lub jej braku) kniaziów Fiodora i Iwana Nieświckich z kniaziami Fiodorem i Iwanem Korybutowiczami (synami Korybuta Dymitra Olgierdowicza).
Podstawowymi argumentami zwolenników pochodzenia wspomnianych kniaziów Nieświckich z dynastii Giedymina jest zbieżność ich imion z imionami synów Korybuta Dymitra Olgierdowicza oraz fakt, że nie ma dokumentu, na którym pojawiliby się razem, co by wykluczyło ewentualną tożsamość tych osób. 
Argument, iż dobra kniaziów Nieświckich (piszących się również jako Zbarascy i Winniccy od Zbaraża, Winnicy i Chmielnika) leżały na pograniczu wołyńsko-podolskim, zaś Korybutowicze byli związani z Księstwem Siewierskim, starano się tłumaczyć w ten sposób, że po odebraniu księciu Korybutowi Dymitrowi Olgierdowiczowi władztwa nad Nowogrodem Siewierskim przeniesiono go na Podole, na co nie ma dowodów. Mało kto brał pod uwagę fakt, iż po nieudanym buncie Korybuta przeciwko Jagielle przebywał on w niewoli Witolda, z której został zwolniony dopiero po złożeniu poręczenia przez swojego teścia, kniazia Olega Riazańskeigo.
Inne argumenty, przemawiające na rzecz rozdzielności kniaziów Fiodora i Iwana Nieświckich z kniaziami Fiodorem i Iwanem Korybutowiczami, są następujące:
- tytułu kniaziów Nieświckich używali w XV wieku tylko Fiodor i Iwan Nieświccy, natomiast oprócz dwóch Korybutowiczów o tych samych imionach był jeszcze trzeci brat o imieniu Zygmunt, który jednak w żadnych źródłach nie został wymieniony z tytułem kniazia Nieświckiego[6];
- według wszelkiego prawdopodobieństwa kniaź Fiodor Korybutowicz umarł nie pozostawiając męskiego potomstwa (a przynajmniej legalnego), na co wskazuje oświadczenie wdowy po nim, księżnej Anastazji, która po śmierci męża, w zamian za darowiznę dodatkowych dóbr, oddała się w opiekę swojemu zięciowi, Piotrowi Montygirdowicowi (mężowi Anny Fiodorowiczównej) i powierzyła mu wydanie za mąż oraz wyposażenie swych dwóch młodszych córek (Wasylisy i Marii)[6];
- wdowa po kniaziu Iwanie Korybutowiczu wyszła ponownie za mąż za kniazia Borysa Glińskiego, z którym miała potomstwo, o czym zaświadczył jej wnuk, Andrzej Aleksandrowicz Drożdża w sprawie o dziedziczenie Łoska i co wskazuje na jej wdowieństwo w dość młodym wieku – nie mogła to być Jarochna Bybelska, z którą kniaź Iwan Nieświcki ożenił się nie później niż w 1410 roku i która jako jego żona dożyła na pewno 1462 roku, albowiem miała wtedy nie mniej niż 70 lat i żadną miarą nie mogłaby już zostać matką dzieci, co pośrednio dowodzi, iż Iwan Korybutowicz i Iwan Nieświcki to dwie różne osoby[8];
- kniaziowie Fiodor i Iwan Nieświccy najprawdopodobniej nie byli braćmi, za czym przemawia zbyt duża dysproporcja majątkowa między obu kniaziami; Fiodor Nieświcki (piszący się także Winnickim i Zbaraskim) miał w swym posiadaniu włości winnicką, zbaraską i chmielnicką, które – jak sam zeznawał – stanowiły jego ojcowiznę, natomiast Iwan Nieświcki (piszący się także Bybelskim i Przedzielnickim) stan swojego posiadania zawdzięczał żonie, Jarochnie Bybelskiej, która Bybło i Przedzielnicę wniosła mu w posagu, co oznacza, iż majątek jego żony był bardziej imponujący niż jego własny[6];
- na dokumencie księcia litewskiego Świdrygiełły z 16 kwietnia 1433 roku do Soboru Bazylejskiego na liście świadków obok innych kniaziów i dostojników litewskich wymieniono także kniazia Fiodora Nieświckiego, nie dość jednak że - w przeciwieństwie do innych Giedyminowiczów – słowem nie wspomniano o jego pokrewieństwie z Olgierdowiczami, to jeszcze umieszczono go jako ostatniego świadka z tytułem książęcym[6];
- wiele lat po utracie przez księcia Korybuta Dymitra Olgierdowicza władztwa nad Nowogrodem Siewierskim jego syn, Zygmunt Korybutowicz tytułował się Sigismundus Coributi Dei gracia dux Nouogrodiensis – nigdy nie zdarzyło się, aby z podobnym tytułem wystąpił któryś z kniaziów Nieświckich[6].

Wprawdzie nie zachowały się żadne dokumenty, na podstawie których można by powiedzieć coś pewnego na temat imion przodków kniazia Fiodora Nieświckiego-Winnickiego-Zbaraskiego i kniazia Iwana Nieświckiego-Bybelskiego-Przedzielnickiego, jednak Władysław Semkowicz na podstawie notat Jana Zamoyskiego dowiódł, że herb na pieczęci Iwana Nieświckiego, która wisiała przy dokumentach z 1387 roku był bardzo podobny do znaku na pieczęci kniazia Fiodora Nieświckiego z 1434 roku, przy czym wspomniany Iwan Nieświcki mając przynajmniej 20 lat w 1387 roku z pewnością był starszy o jedną generację od Iwana Nieświckiego-Bybelskiego-Przedzielnickiego, który dożył 1467 roku. Z kolei Kazimierz Sochaniewicz stwierdził, że godło używane o wiele później przez przedstawicieli rodu Zbaraskich jako piętno własnościowe do znaczenia koni niewiele różniło się od znaków napieczętnych zaprezentowanych przez Władysława Semkowicza. 
Powyższe świadczy o niewątpliwym pokrewieństwie kniazia Fiodora Nieświckiego-Winnickiego-Zbaraskiego (przodka kniaziów Wiśniowieckich, Zbaraskich, Woronieckich i Poryckich) oraz kniazia Iwana Nieświckiego-Bybelskiego-Przedzielnickiego z występującymi w XIV-wiecznych dokumentach kniaziami Wasylem, Jurijem, Grigorijem i Iwanem Nieświckimi (być może synami Michała), z których na podstawie kryterium majątkowego oraz imionowego Jan Tęgowski uznał kniazia Wasyla (piszącego się także Winnickim i Boskim) za możliwego ojca kniazia Fiodora Nieświckiego-Winnickiego-Zbaraskiego.
Legitymowanie się kniaziów Wiśniowieckich i spokrewnionych z nimi domów książęcych pochodzeniem od litewskiego księcia Korybuta Dymitra - brata króla Władysława Jagiełły, co uznawali XVII- i XVIII-wieczni heraldycy, jest współcześnie kwestionowane przez znaczną część środowiska historyków. Już w 1895 roku Józef Wolff odniósł się sceptycznie co do wiarygodności legend rodowych książąt Wiśniowieckich, Zbaraskich, Woronieckich i Poryckich. Poświęcając osobny artykuł kniaziom Nieświckim w swoim dziele Kniaziowie litewsko-ruscy od końca czternastego wieku, uznał ich na równi z Ostrogskimi oraz Czetwertyńskimi za jeden z najstarszych rodów wołyńskich, prawdopodobnie potomków kniaziów pińsko-turowskich. Podobnie Jan Jakubowski w publikacji Czy istnieli kniaziowie Nieświescy genealogię ich wywiódł od pińsko-turowskiej gałęzi dynastii Rurykowiczów. Takoż Jan Tęgowski na podstawie gruntownej analizy źródeł historycznych uznał ich za ród autochtonicznie związany z pograniczem wołyńsko-podolskim.
Seweryn Uruski w swoim dziele Rodzina Herbarz Szlachty Polskiej, określił Nieświckich, jako jeden z najstarszych rodów wołyńskich, wiodących swoją genealogię od kniaziów: Jurija i Hryhora, których imiona występowały na dokumentach z 1387 i którzy z pewnością nie byli spokrewnieni z księciem Korybutem Dymitrem Olgierdowiczem.

## Badania genetyczne
Pochodzenie Nieświckich od Ruryka zostało ostatnio potwierdzone badaniami genetycznymi, na co zwrócił uwagę Mariusz Kowalski w książce Księstwa Rzeczpospolitej (2013). Badaniom haplogrupy y-dna poddał się żyjący współcześnie przedstawiciel rodu Woronieckich, wywodzący się w linii męskiej, podobnie jak Zbarascy, Wiśniowieccy i Poryccy, od Nieświckich. Układ markerów zawartych w chromosomie Y Woronieckich okazał się identyczny z układem, jaki posiadają żyjący współcześnie przedstawiciele rodów wywodzących się niewątpliwie od Ruryka: Puzynowie, Massalscy, Gagarinowie, Kropotkinowie, Putiatynowie.